# Dance If You Want It
『Dance If You Want It』（ダンス イフ ユー ウォント イット）は、久保田利伸の1枚目のミニ・アルバム。1988年11月26日に、CBS・ソニーから発売された。

## 概要
アルバム『Such A Funky Thang!』からのリカット・リミックス・ミニ・アルバムで、現在の基準ではマキシシングルとなるが、発売当時はオリコンではアルバムとして扱われている。また、シングルとは異なり、カップリング曲は設定されていない（「Indigo Waltz」、「High Roller」も同様）。
本作から2ヶ月に1度、デジパック仕様・完全生産限定盤で全3枚が発売される。
ミニアルバムの扱いになっているにもかかわらず、規格は8cmCDシングル。「CD MINI ALBUM」の表記がジャケット右下にある。
1曲目・2曲目を収録したシングル・レコードのプロモーション盤が存在する。

## 収録曲
1. Dance If You Want It　(Radio Mix)　(4:44)
2. Dance If You Want It  (Extended Mix)　(5:26)
3. Dance If You Want It  (Album Mix)　(5:00)